# アレクサンドリアの聖カタリナ (ラファエロ)

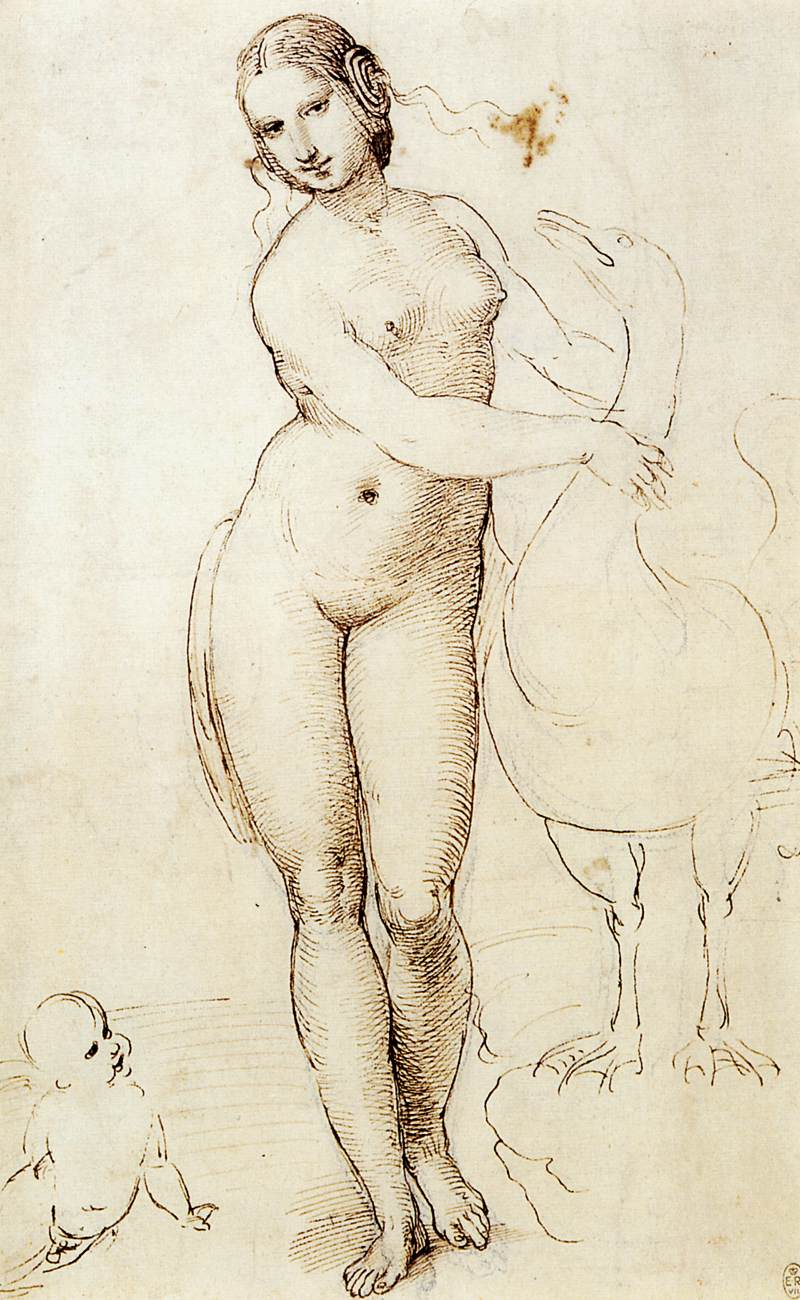
ラファエロによるレオナルド・ダ・ヴィンチの『レダと白鳥』の模写。1505年から1507年の間。ロイヤル・コレクション所蔵。

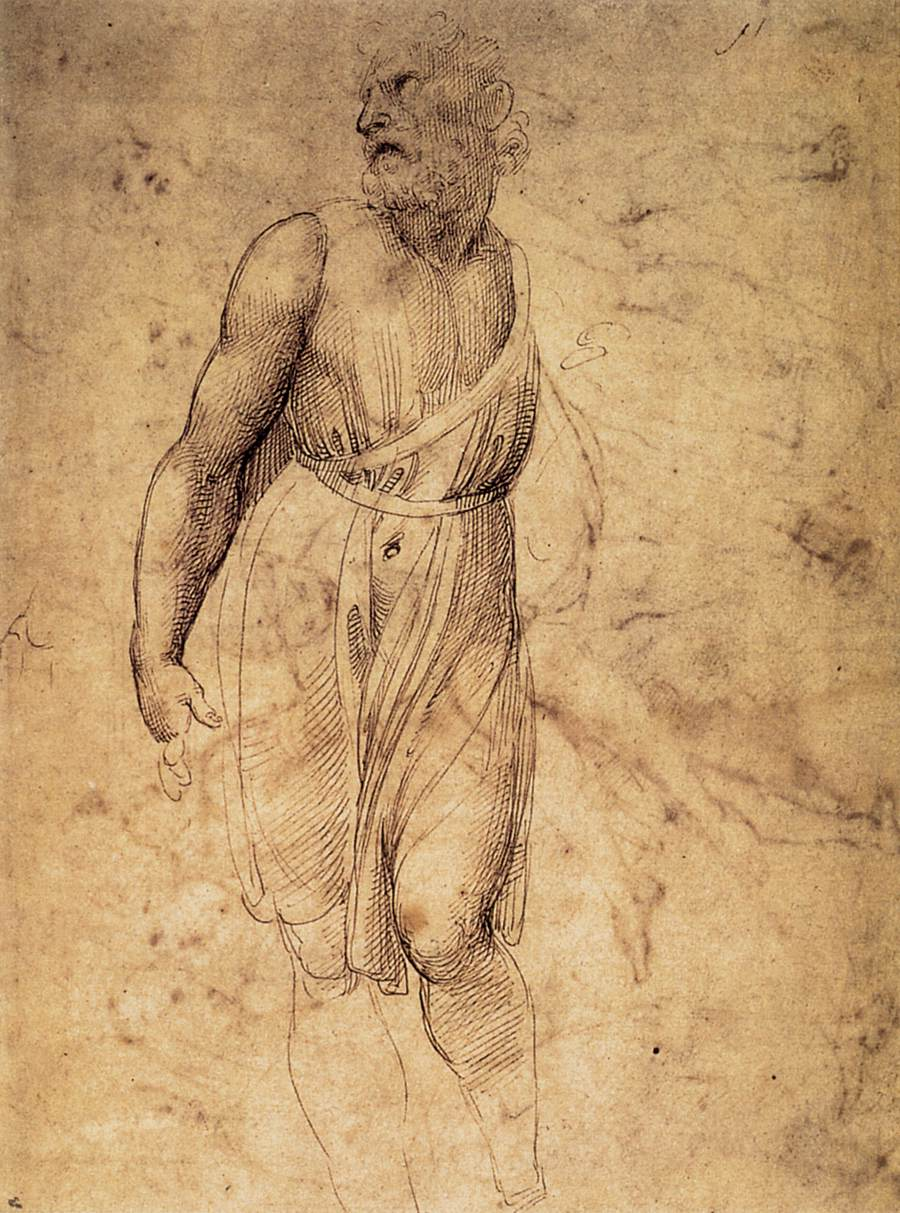
同じくラファエロによるミケランジェロの未完の彫刻『聖マタイ』の模写。1507年頃。大英博物館所蔵。

『アレクサンドリアの聖カタリナ』（アレクサンドリアのせいカタリナ、伊: Santa Caterina d'Alessandria, 英: Saint Catherine of Alexandria）は、盛期ルネサンスのイタリアの巨匠ラファエロ・サンツィオが1507年頃に制作した絵画である。油彩。4世紀の殉教した聖人として名高いアレクサンドリアの聖カタリナを描いている。制作時期はラファエロのフィレンツェ時代の終わり頃にあたり、レオナルド・ダ・ヴィンチとミケランジェロ・ブオナローティの芸術を取り込みつつ、自らのものとして昇華している。発注者については知られていないが、おそらく聖カタリナへの篤い信仰心を持っていたか、あるいは聖カタリナにちなんで名づけられた発注主の個人的礼拝のために制作されたと考えられている。現在はロンドンのナショナル・ギャラリーに所蔵されている。またルーヴル美術館に準備素描が所蔵されている。

## 主題
キリストと神秘的な結婚をした伝説で知られる聖カタリナは4世紀のアレクサンドリアに生まれた、学識豊かな王女だった。彼女はローマ皇帝マクセンティウスの招聘した学者たちと論争してことごとく論破したため、激怒した皇帝は彼女を投獄したが、聖カタリナは信仰を捨てなかった。皇帝マクセンティウスは彼女を鋭い棘がついた車輪に縛りつけ、拷問して殺すように命じた。しかし雷が落ちて車輪を破壊したため断首された。

## 作品
ラファエロは静かな田園風景の中に聖カタリナを描いている。聖カタリナは車輪に寄りかかるようにして立ち、しなやかなポーズで身体の向きを変えている。そして胸に手を当てて、画面左上の雲の切れ目を見上げているが、そこは黄金色に輝き、天国の神聖な光が雲間から漏れ出でている。彼女がその輝きを熱心に見つめていることから、聖カタリナの法悦の瞬間を捉えていると分かる。突起のある車輪は聖カタリナが拷問を受けたことを表すアトリビュートだが、彼女に拷問や殉教の苦しみはない。美しい曲線のポーズで立つ姿はむしろ平和的である。彼女は頭の側面で髪を編み込み、後頭部では光輪が輝いている。左肩にかけた赤い外套は裏地が黄色になっている。背景には川が流れ、対岸には村落がある。聖カタリナがいる川岸は岩と草むらで覆われ、彼女の近くにはタンポポなどの野草が生えている。
タンポポは特にキリストの受難を象徴する植物として、磔刑を描いたオランダやドイツの北方の絵画で描かれている。ラファエロは他にもスコットランド国立美術館の『棕櫚のある聖家族』（The Holy Family With a Palm Tree, 1506年）とペルージャのサン・フランチェスコ・アル・プラト教会の『キリストの遺骸の運搬』（Baglioni Entombment, 1507年）といった同時期の作品でタンポポの冠毛を描いている。
ラファエロの法悦における聖人の表現はラファエロの修行時代の師ペルジーノの影響を残している。ペルジーノはしばしば頭と目を上に向けた宗教的人物を描いており、また遠くの風景に対して人物を配置し、ディテールに草花を含めた。しかし聖カタリナのポーズはペルジーノの作品よりもダイナミックであり、レオナルド・ダ・ヴィンチとミケランジェロの人物像に対するアプローチの影響を示している。
聖カタリナのコントラポストは古典的なヴィーナス像やサンドロ・ボッティチェッリの『ヴィーナスの誕生』（La Nascita di Venere）を彷彿とさせ、部分的にはロイヤル・コレクションのレオナルド・ダ・ヴィンチの『レダと白鳥』（Leda e il cigno）に基づくラファエロの模写から派生している。彼女の髪の編み込みの位置と外套の黄色い裏地もレオナルド・ダ・ヴィンチの影響を示している。彫刻的なモニュメンタリティーと空を見上げる聖カタリナの頭部に見る短縮法は、ミケランジェロがフィレンツェ大聖堂のために1505年から1506年にかけて制作した未完成の彫刻『聖マタイ』（San Matteo）に由来している。ラファエロはレオナルド・ダ・ヴィンチとミケランジェロの芸術を融合しているが、それをラファエロは彼自身のものにしており、彼の芸術の基本的な部分である普遍的な調和の理想を反映している。

## 来歴
絵画の来歴は不明である。作家ピエトロ・アレティーノは『ウルビーノのラファエロによる聖カタリナの人物像の絵画』を所有していたが、本作品がかつてアレティーノが所有した絵画であるという確かな証拠はない。アレティーノは絵画をフランス国王アンリ2世の王妃カトリーヌ・ド・メディチに送ることを検討したが、結局はミラノの銀行家アゴスト・ダッダ（Agosto d’Adda）に与えた。17世紀初頭、絵画は枢機卿ピア・パオロ・クレシェンツィ（Pier Paolo Cresenzi）が所有していたらしく、パネルの裏側に一族の印章が残っている。1650年頃にはボルゲーゼ邸の扉に飾られていたが、ナポレオン・ボナパルトのイタリア侵攻中にアレクサンダー・デイ（Alexander Day）に売却された。1839年、ナショナル・ギャラリーはサマセット州バースに住んだ作家、美術コレクターのウィリアム・トマス・ベックフォードから7,000ギニーの巨額で購入した。

## ギャラリー
本作品と同時期のタンポポを含むラファエロの絵画。いずれも画面の左側に描かれている。

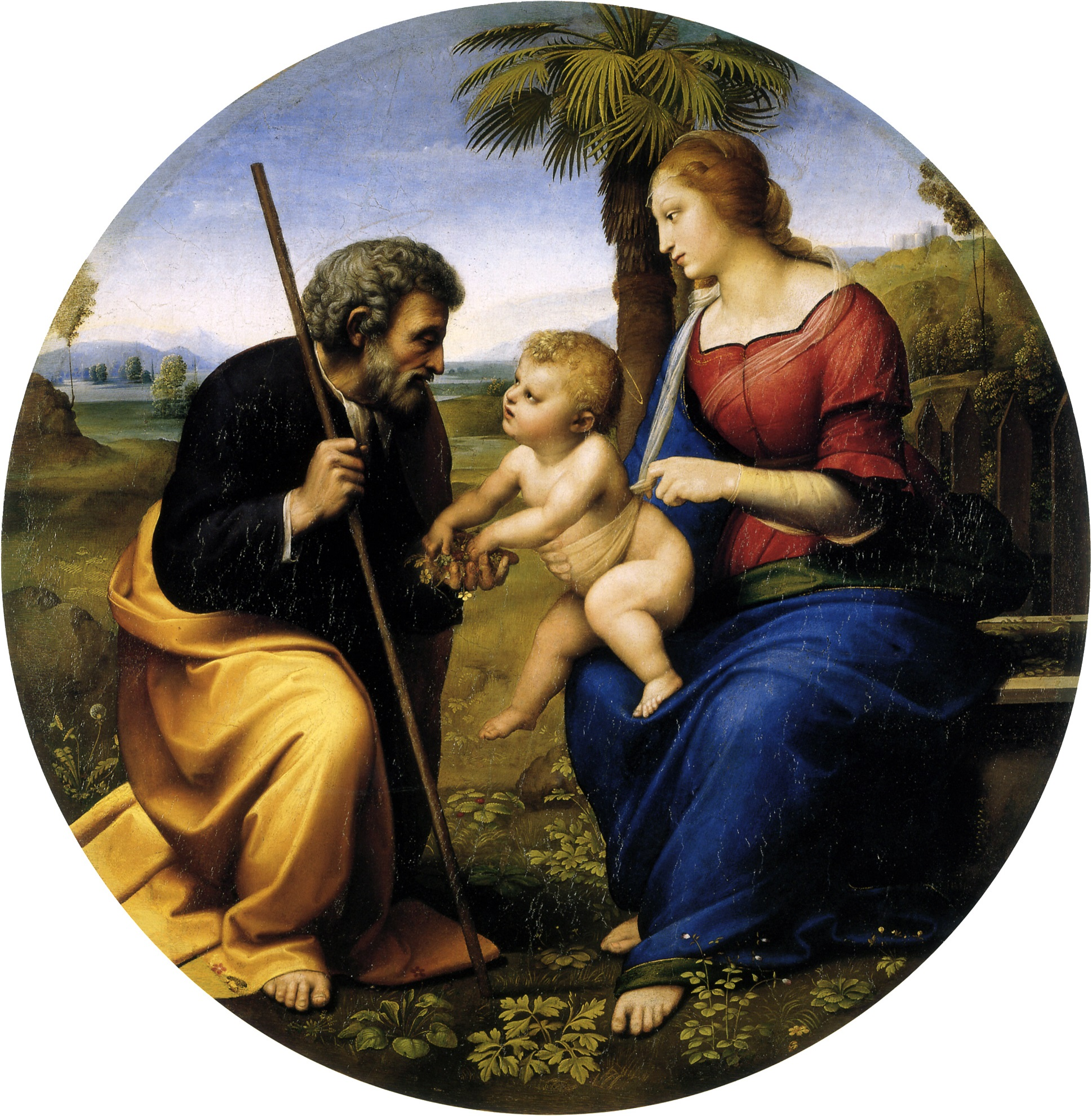
『棕櫚のある聖家族』1506年 スコットランド国立美術館所蔵
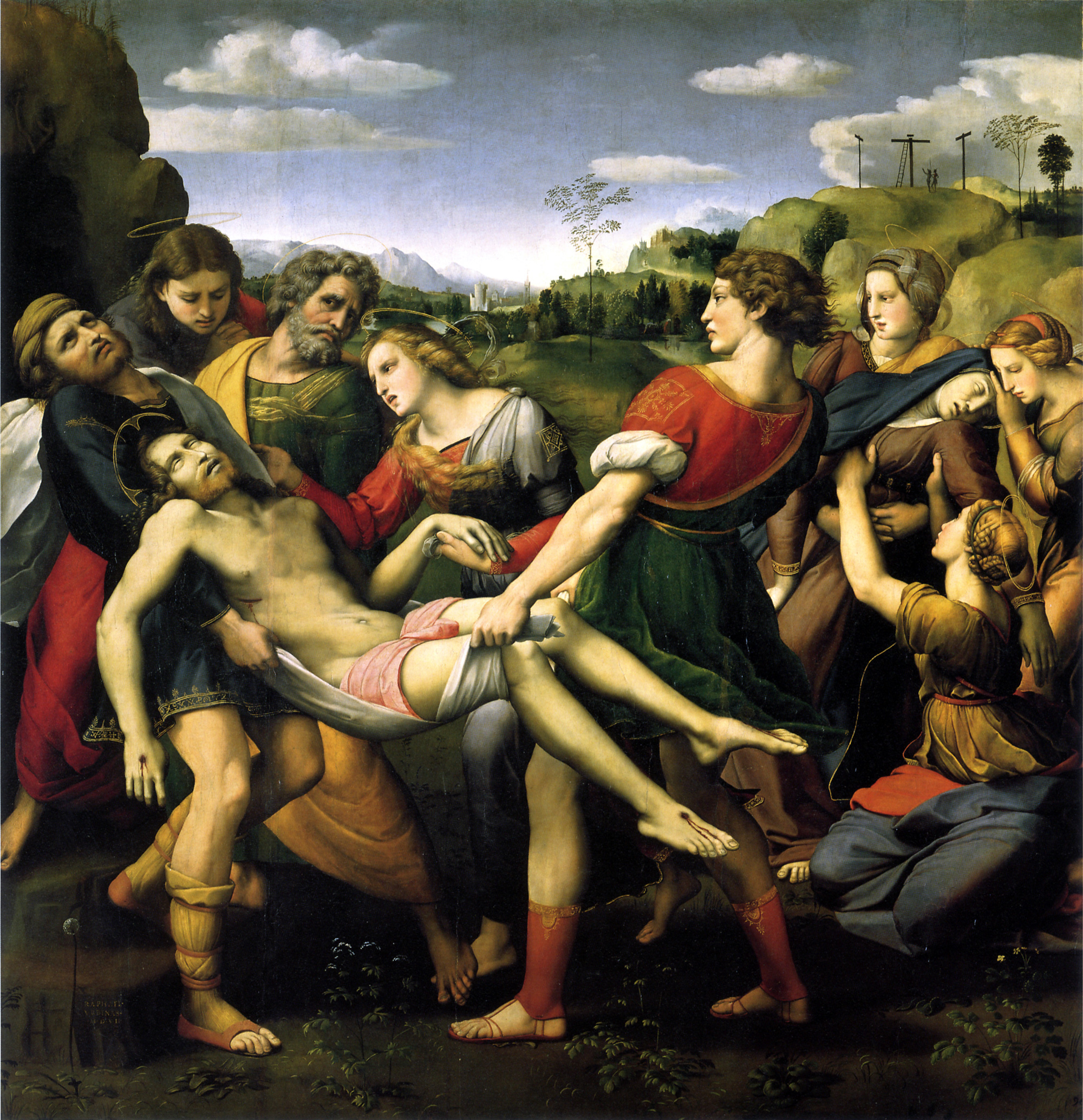
『キリストの遺骸の運搬』1507年 ボルゲーゼ美術館所蔵